# Abbey Lincoln

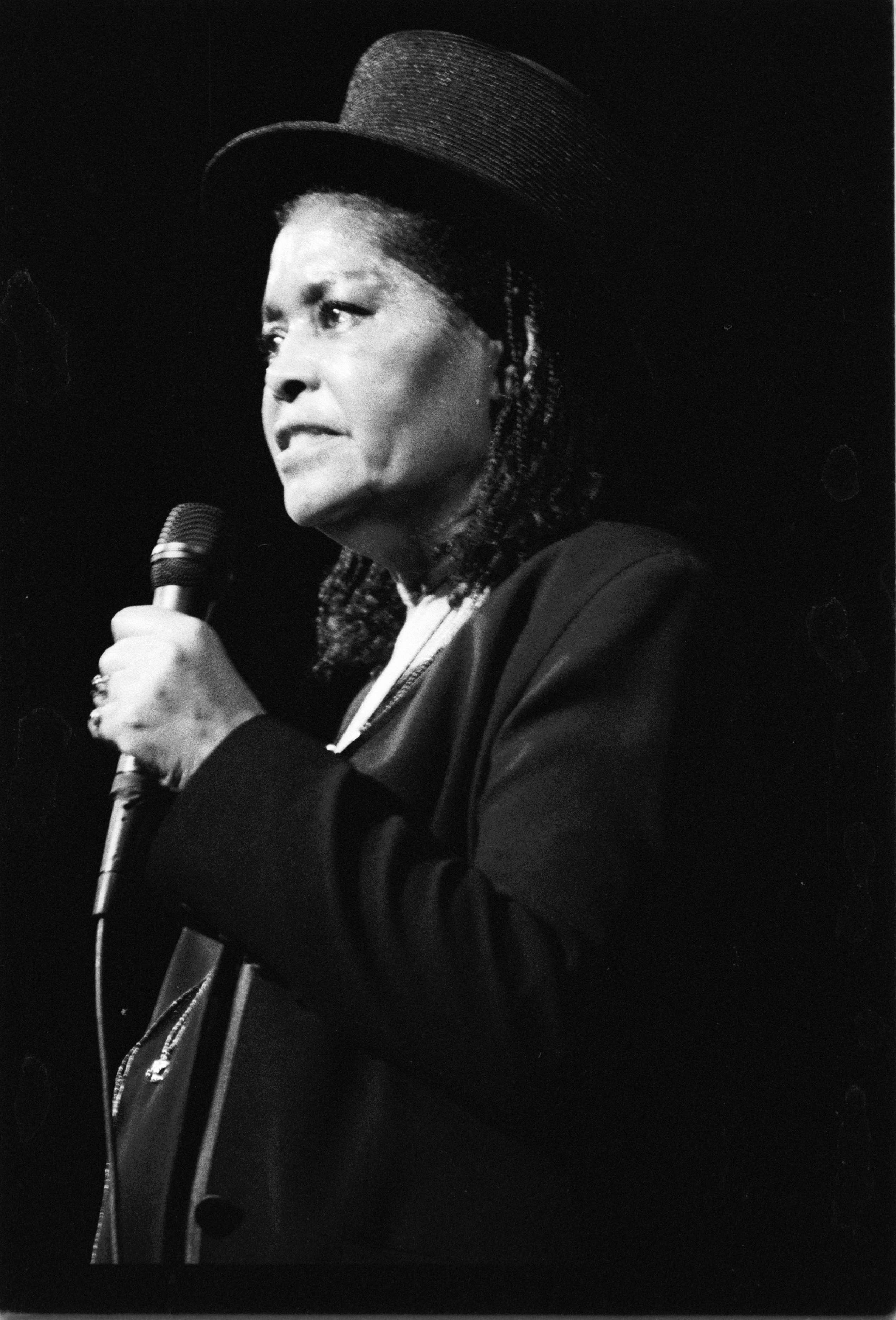
Abbey Lincoln bei einem Konzert, 1992

Abbey Lincoln, eigentlich Anna Marie Gaby Wooldridge (* 6. August 1930 in Chicago, Illinois; † 14. August 2010 in Manhattan, New York City) war eine US-amerikanische Jazzsängerin und Schauspielerin. Von einer Barsängerin entwickelte sie sich mit ihrer warmen Altstimme zu einer „politisch wachen, sozial bewussten und unprätentiösen“ Song-Interpretin, die „die ehrliche Tradition Billie Holidays in einer originellen Weise“ fortführte (Down Beat).

## Leben und Wirken
Anna Marie Wooldridge, die sich seit 1956 Abbey Lincoln nannte, wuchs als eines von zwölf Kindern auf einer Farm bei Kalamazoo (Michigan) auf. Vorher nannte sie sich als Barsängerin bereits Anna Marie, Gaby Lee und Gaby Wooldridge. Sie trat schon in der High School als Sängerin auf und ging dann nach Kalifornien, wo sie ab 1951 in Tanzkapellen sang. Zwei Jahre trat sie in Clubs auf Hawaii als Gaby Lee auf, danach sang sie drei Jahre in Clubs in Hollywood; in dieser Zeit entstanden mit den Orchestern von Benny Carter und Marty Paich einige Pop-orientierte Aufnahmen für das Label Liberty (Abbey Lincoln’s Affair). 1956 hatte sie einen Kurzauftritt in der musikalischen Komödie The Girl Can’t Help It.
Im Jahr 1957 sang sie in Clubs in London und ging als Star des Musicals Jamaica auf Tour; dann vollzog sie eine künstlerische Kehrtwende, nachdem sie Max Roach (und Bill Grauer von Riverside Records) kennengelernt hatte. Ab 1957 veröffentlichte sie eine Reihe von Platten unter ihrem Namen bei Riverside mit Max Roach am Schlagzeug, der ihr den Plattenvertrag vermittelte und den sie 1962 heiratete. Ihre Ehe mit Roach wurde 1970 geschieden.
Für ihr erstes Riverside-Album That’s Him suchte sie Material aus, in dem sie „den Geist des (…) Stroms schwarzer Sängerinnen der 1920er und 1930er Jahre heraufbeschwor – Ethel Waters, Elizabeth Welch und die selbst niemals aufgenommene Florence Mills – die ersten schwarzen Frauen, denen man ihre Würde genommen hatte“.
Höhepunkt der Riverside-LPs war Abbey Is Blue (1959) mit Begleitmusikern wie Kenny Dorham, Julian Priester, Stanley Turrentine, Les Spann oder Wynton Kelly. Ihr bedeutendster Titel war „Afro Blue“; „sie strukturiert ihre Version in sich abwechselnde instrumentale und vokale Abschnitte, verbunden durch eine aufregende Improvisation.“ Ihr Vermögen als Sängerin wurde bei Max Roachs berühmten We Insist! Freedom Now Suite (Candid, 1960) deutlich, die für das verstärkte politische Engagement von Jazzmusikern und speziell Abbey Lincolns in den 1960er Jahren steht. 1961 erschien ihr Album Straight Ahead bei Candid. Lincoln arbeitete daneben unter anderem mit Jazzmusikern wie Sonny Rollins, Eric Dolphy, Mal Waldron, Coleman Hawkins, Jackie McLean, Clark Terry, Miles Davis und Stan Getz.
Ab den 1960er Jahren versuchte sie sich als Schauspielerin (For Love of Ivy, Nothing But a Man), spielte in Fernsehserien wie Mission: Impossible und unterrichtete Schauspiel an der California State University. Dabei vernachlässigte sie ihre Karriere als Jazzsängerin (1962 bis 1972 machte sie keine Aufnahmen unter eigenem Namen) und begann erst 1973 wieder Schallplatten einzuspielen: Das Album People in Me mit eigenen Kompositionen und Texten wurde erst 1979 veröffentlicht. Neben Clubengagements mit eigenen Gruppen dienten die wenigen Auftritte in den folgenden Jahren der Unterstützung von wohltätigen Organisationen oder Politikern. 1979 arbeitete sie an Buch und Produktion eines autobiographischen Bühnenstücks (A Pig In A Poke). 1980 kehrte sie nach langer Abwesenheit mit Konzerten im New Yorker Village Vanguard und einer Europatournee auf die Jazzszene zurück, widmete sich aber weiter ihren Filmaktivitäten, etwa in Spike Lees Mo’ Better Blues. Als Sängerin eiferte sie zunehmend ihrem großen Vorbild Billie Holiday nach und veröffentlichte insgesamt drei Billie-Holiday-Tribute-Alben (Abbey sings Billie Volume 1,2, Enja 1987). Sie spielte mehr als zwanzig Alben ein; zuletzt erschien 2007 ihre CD Abbey Sings Abbey bei Verve Records, wo sie ab 1990 unter Vertrag stand. Erst seit diesem Zeitpunkt gelang ihr ein nachhaltiges Comeback mit weltweiten Tourneen, regelmäßiger internationaler Festival-Präsenz und auch von der Kritik viel beachteten Einspielungen.
2003 erhielt sie das Jazz Masters Fellowship der staatlichen NEA-Stiftung.

## Diskographische Hinweise
- Abbey Lincoln’s Affair - A Story of a Girl in Love (Liberty, 1956) mit Benny Carter Orchestra, Marty Paich Orchestra, Jack Montrose
- It’s Magic (Riverside, 1958) mit Curtis Fuller, Benny Golson, Sahib Shihab
- Talking to the Sun (Enja, 1983) mit Steve Coleman, James Weidman, Billy Johnson, Marc Johnson, Jerry Gonzalez
- The World Is Falling Down (Verve, 1990)
- You Gotta Pay the Band (Verve, 1991) mit Stan Getz, Hank Jones, Charlie Haden, Marc Johnson
- A Turtle’s Dream (Verve, 1994) mit Roy Hargrove, Kenny Barron, Pat Metheny
- Who Used to Dance (Verve, 1996) mit Graham Haynes, Steve Coleman, Oliver Lake
- Wholly Earth (Verve, 1998) mit Nicholas Payton, Bobby Hutcherson